# Wahlen 1867
◄◄ | ◄ | 1863 | 1864 | 1865 | 1866 | Wahlen 1867 | 1868 | 1869 | 1870 | 1871 | ► | ►►

Weitere Ereignisse
Die Liste der Wahlen 1867 umfasst Parlamentswahlen, Präsidentschaftswahlen, Referenden und sonstige Abstimmungen auf nationaler und subnationaler Ebene, die im Jahr 1867 weltweit abgehalten wurden.

## Termine
| Land                 | Datum              | Link zur Wahl 1867                            | Link zur letzten Wahl | Bemerkung                                                                               |
| -------------------- | ------------------ | --------------------------------------------- | --------------------- | --------------------------------------------------------------------------------------- |
| Norddeutscher Bund   | 12. Februar        | Reichstagswahl Februar                        |                       | Wahl zum konstituierenden Reichstag des Norddeutschen Bundes.                           |
| Königreich Italien   | 10. und 17. März   | Parlamentswahl in Italien                     |                       |                                                                                         |
| Kaisertum Österreich | Mai                | Reichsratswahl                                |                       | Erste Wahl in Cisleithanien nach dem Ausscheiden Ungarns aus dem österreichischen Staat |
| Reuß ä.L.            | Juni/Juli          | Wahl zum Greizer Landtag in Reuß ältere Linie |                       | Erste Wahl                                                                              |
| Kanada               | 7. Aug. – 20. Sep. | Kanadische Unterhauswahl                      |                       | erste Wahl des neu geschaffenen kanadischen Unterhauses                                 |
| Norddeutscher Bund   | 31. August         | Reichstagswahl im August                      |                       | Wahl zum ersten ordentlichen Reichstag des Norddeutschen Bundes.                        |
| Preußen              | 30. Oktober        | Parlamentswahl in Preußen 1867                | 1866                  | Neuwahl nach Auflösung des Abgeordnetenhauses am 22. September                          |